# دهستان دستگردان
دهستان دستگردان، یکی از دهستان‌های بخش مرکزی شهرستان عشق‌آباد در استان خراسان جنوبی ایران است. مرکز این دهستان، روستای هودر است.

## جمعیت
بر پایه سرشماری عمومی نفوس و مسکن در سال ۱۳۹۵، جمعیت دهستان دستگردان برابر با ۳٬۰۷۸ نفر بوده است.